# District Maramureș
Maramureș (Hongaars: Máramaros) is een Roemeens district (județ) in de historische regio Transsylvanië (en regio Maramureș), met als hoofdstad Baia Mare (149.735 inwoners). Bijzonder in dit district zijn de Houten kerken van Maramureș die opgenomen zijn op de Werelderfgoedlijst. De gangbare afkorting voor het district is MM.

## Geschiedenis
De bestuurlijke indeling van dit gebied is in de loop van de geschiedenis nogal gewijzigd. Tot 1920 was het gebied onderdeel van het koninkrijk Hongarije en vormde het een onderdeel van de comitaten Máramaros, Szatmár en Szolnok-Doboka. Het oude comitaat Máramaros (met als hoofdstad Sighetu Marmației) werd verdeeld onder Tsjechoslowakije en Roemenië. De Roemenen voegden een deel van Szatmár toe waaronder het gebied rond de nieuwe hoofdstad Baia Mare en een deel van Szolnok-Doboka. Tussen 1940 en 1944 was het gebied opnieuw onderdeel van Hongarije als Noord-Transsylvanië. In 1948 werden de grenzen van 1920 weer erkend in het verdrag van Parijs en kwam het gebied definitief toe aan Roemenië.

## Demografie
In het jaar 2002 had Maramureș 510.110 inwoners en een bevolkingsdichtheid van 81 inwoners per km². In 2011 was de bevolking 478.659 volgens de definitieve resultaten van de volkstelling.

### Bevolkingsgroepen
De 478.659 inwoners van Maramureș hadden in 2011 de volgende etniciteit:
- 374.488 Roemenen (78%)
- 32.618 Hongaren (7%)
- 30.786 Oekraïners (6%)
- 27.123 onbekend
- 12.211 Roma
- 1.054 Duitsers

Met 81% waren de Roemenen in 2002 in de meerderheid in Maramureș.
Minderheden zijn:
- Hongaren 9,06% (zie Hongaarse minderheid in Roemenië)
- Oekraïners 7%
- Roma's ongeveer 1,5%

## Hongaarse gemeenschap

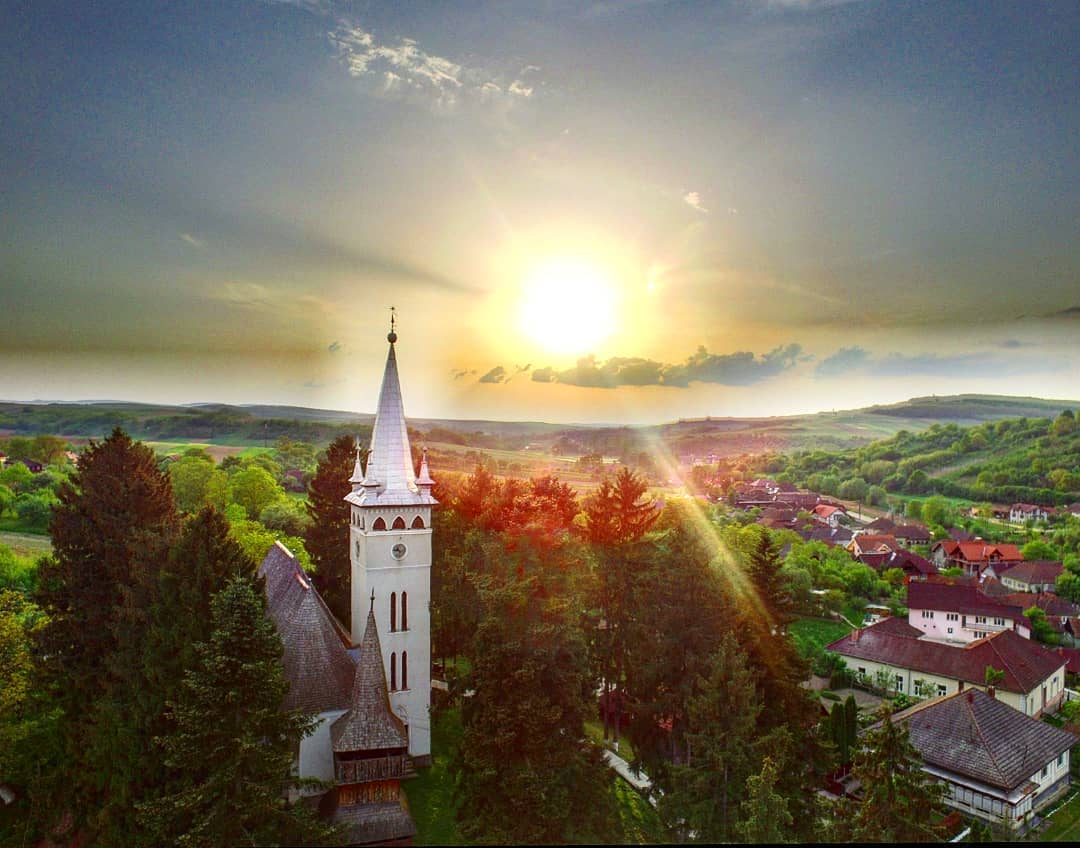
Hongaars gereformeerde kerk van Arduzel

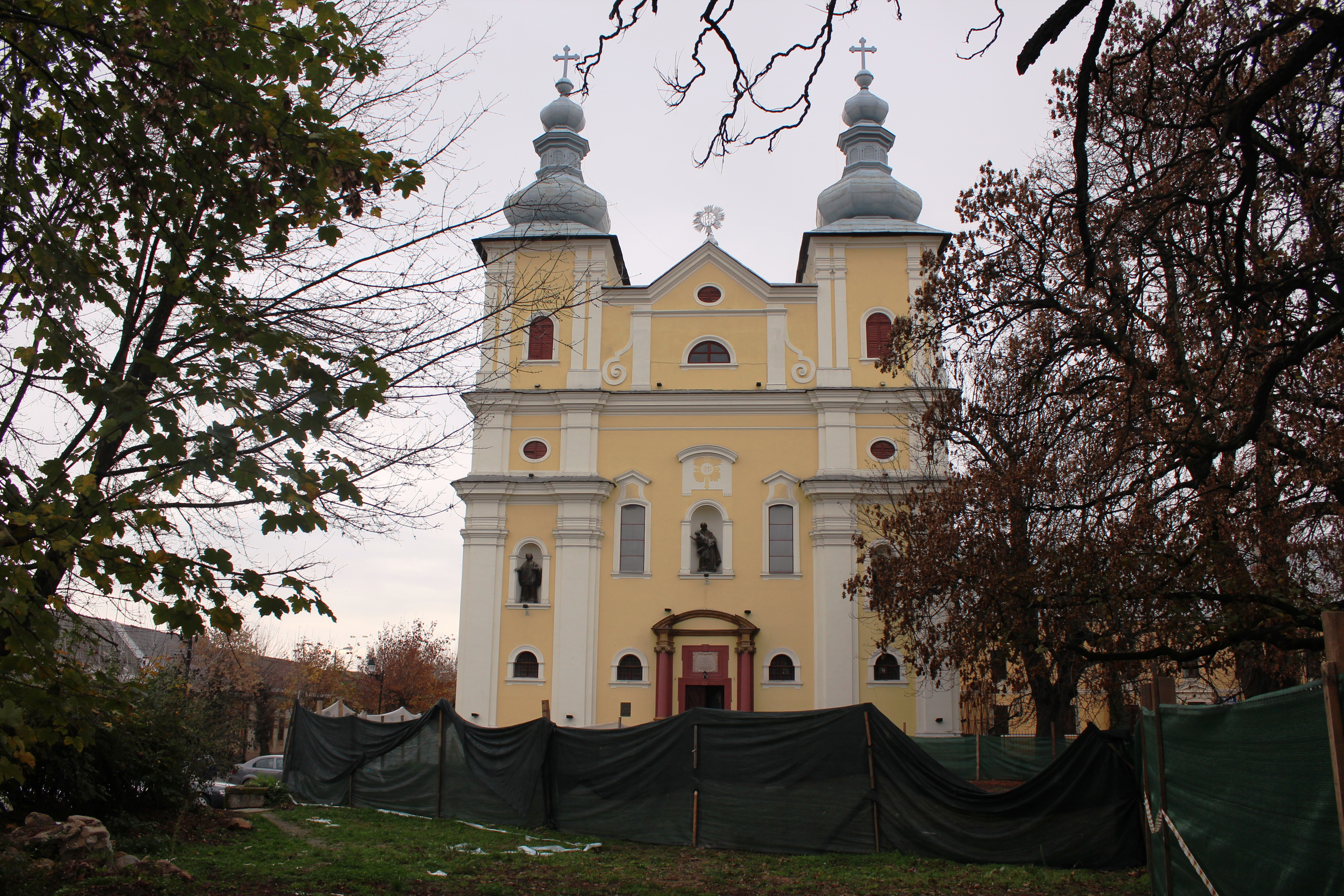
Drievuldigheidskerk (RK) Baia Mare

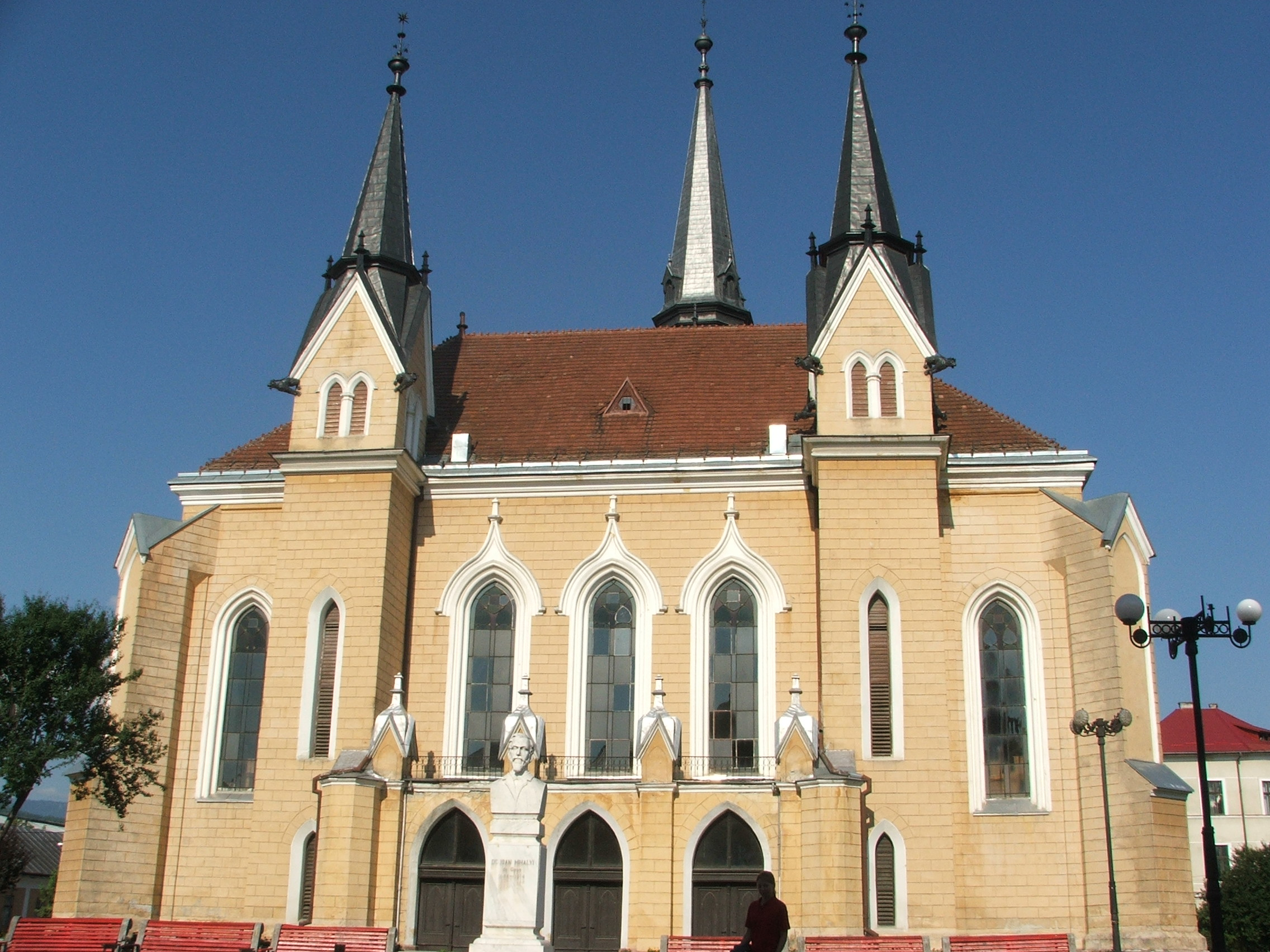
Hongaars gereformeerde kerk van Sighetu

De etnische Hongaren wonen grotendeels in Baia Mare (circa 12.000 personen) en enkele andere steden zoals Targu Lapus en verder in Hongaarse enclaves zoals Coltau en Campulung la Tisa. In deze twee gemeenten vormen de Hongaren de meerderheid van de bevolking. Verder kent het dorpje Costiui (Rónaszék) in de gemeente Rona de Sus een Hongaarse meerderheid en het dorpje Berchez in de gemeente Remetea Chioarului. Ook de gemeente Băiuț is een bolwerk van Hongaren, in de gemeente is 33% Hongaars, in de hoofdplaats loopt dit op tot boven de 40%.

### Belangrijkste kernen met een Hongaarse bevolking
- Arduzel (Szamosardó) 892 inwoners, waarvan 824 Hongaren (93,6%)
- Dămăcuşeni (Domokos) 907 inwoners, waarvan 764 Hongaren (84,7%)
- Cătălina (Koltókatalin) 368 inwoners, waarvan 281 Hongaren (77,8%)
- Câmpulung La Tisa (Hosszúmező)	2 485 inwoners, waarvan	1 694 Hongaren (70,8%)
- Mânău (Monó) 1 100 inwoners, waarvan 604 Hongaren (56,6%)
- Berchez (Magyarberkesz) 638 inwoners, waarvan 352 Hongaren (56,3%)
- Coltău (Koltó)	2 189 inwoners, waarvan	1 080 Hongaren (51,4%)
- Coştiui (Rónaszék)	630 inwoners, waarvan 302 Hongaren (49,9%)
- Băiuţ (Erzsébetbánya) 1 518 inwoners, waarvan 604 Hongaren (41,7%)
- Strâmbu-Băiuţ (Kohóvölgy) 587 inwoners, waarvan 181 Hongaren (32,7%)
- Băiţa (Láposbánya) 1 686 inwoners, waarvan	459 Hongaren (28,1%)
- Ocna Şugatag (Aknasugatag) 1 242 inwoners, waarvan	295 Hongaren (25,3%)
- Baia Sprie (Felsőbánya) 10 633 inwoners, waarvan 2 384 Hongaren (24%)
- Viile Apei (Apahegy) 	628 inwoners, waarvan 146 Hongaren (23,8%)
- Bocicoiu Mare (Újbocskó) 518 inwoners, waarvan 104 Hongaren (21,1%)
- Seini (Szinérváralja) 7 501 inwoners, waarvan 1 233 Hongaren (17,2%)
- Sighetu Marmaţiei (Máramarossziget) 33 122 inwoners, waarvan 4 413 Hongaren (14,6%)
- Cavnic (Kapnikbánya) 4 976 inwoners, waarvan 699 Hongaren (14,6%)
- Baia Mare (Nagybánya) 122 660 inwoners, waarvan 12 747 Hongaren (11,4%)
- Ulmeni (Sülelmed)	1 389 inwoners, waarvan 141 Hongaren (10,6%)
- Târgu Lăpuş (Magyarlápos) 	5 367 inwoners, waarvan	515 Hongaren (10,3%)
- Tăuţii-Măgherăuş (Misztótfalu)	2 761 inwoners, waarvan	269 Hongaren (10,1%)
- Tisa (Tiszaveresmart)	1 255 inwoners, waarvan 122 Hongaren (10,1%)
- Tăuţii De Sus (Giródtótfalu) 3 093 inwoners, waarvan 212 Hongaren (7,1%)
- Băile Borşa (Borsafüred) 5 644 inwoners, waarvan 333 Hongaren (6,4%)
- Vişeu De Sus (Felsővisó) 12 687 inwoners, waarvan 378 Hongaren (3,2%)

## Geografie
Het district heeft een oppervlakte van 6304 km², waarvan 43% tot het Rodnagebergte behoort.
De hoogste berg hiervan is de Pietrosul die 2304 m hoog is.
De Tisa, een belangrijk zijrivier van de Donau gaat door het district.

## Aangrenzende districten
- Satu Mare in het westen
- Sălaj in het zuidwesten
- Cluj in het zuiden
- Bistrița-Năsăud in het zuidoosten
- Suceava in het oosten
- Oekraïne in het noorden

## Steden

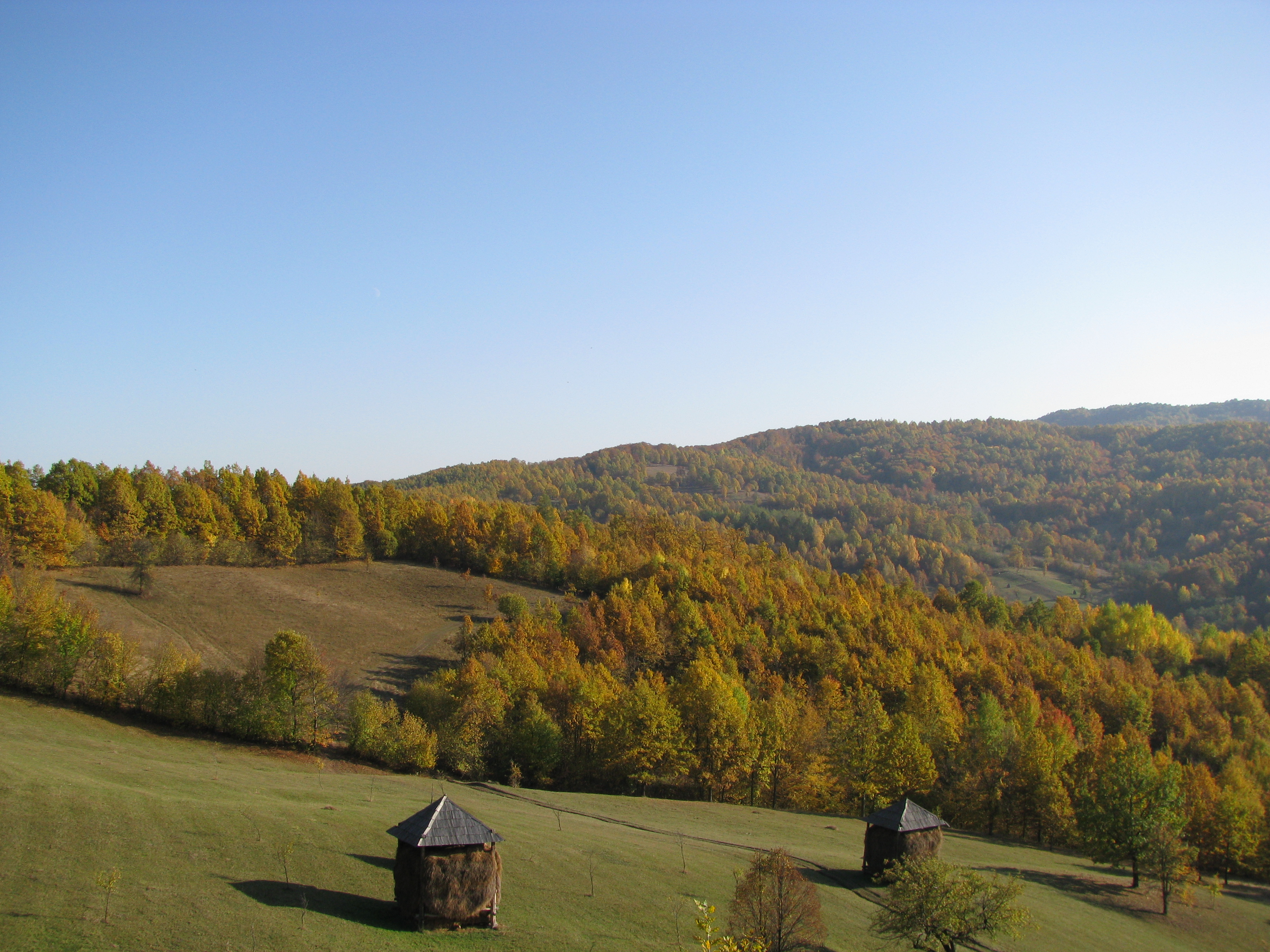
Landschap bij Sighetu Marmației

- Baia Mare
- Sighetu Marmației
- Borșa
- Seini
- Baia Sprie
- Cavnic
- Târgu Lăpuș
- Vișeu de Sus
- Ulmeni
- Săliștea de Sus
- Dragomirești
- Șomcuta Mare
- Tăuții-Măgherăuș